# Stenagrion
Stenagrion is een geslacht van libellen (Odonata) uit de familie van de waterjuffers (Coenagrionidae).

## Soorten
Stenagrion omvat 2 soorten:
- Stenagrion dubium (Laidlaw, 1912)
- Stenagrion petermilleri Hämäläinen, 1997